# 潘德利·马伊科
潘德利·马伊科（1967年11月15日—) 1998年到1999年和2002年很短一段时间担任是阿尔巴尼亚总理。他毕业于地拉那大学机械工程系，曾在那里研读过法律。

## 社会党总理 (1992)
1992 - 1995年期间马伊科任阿尔巴尼亚欧洲社会主义青年论坛主席，论坛为社会主义青年国际（Socialist Youth International）成员，作为青年学生领袖，他在学生运动中大出风头。
1992年，他当选阿尔巴尼亚议会社会党国会议员。1997 - 2001年，他参加起草新阿尔巴尼亚宪法的议会委员会。1997 - 1998年马伊科任社会党总书记和议会社会党议员团主席。

## 总理 (1998-1999, 2002)和国防部长(2002-2005)
1998年9月到1999年10月马伊科作为阿尔巴尼亚总理，第一次组建政府。他是最年轻的阿尔巴尼亚总理，时年30岁。
伊利尔·梅塔政府辞职后，马伊科曾短暂担任总理（2002年2月-7月），从2002年7月到2005年9月在法托斯·纳诺政府担任国防部长，2005年社会党在选举中失败，他作为社会党总书记回到他以前的位置。
作为国家元首，他被认为在科索沃战争期间发挥了关键作用，解决很多难民营和正式帮助科索沃解放军问题。

## 其他
- 阿尔巴尼亚人列表
- 阿尔巴尼亚政治